# 1860 en Belgique
Chronologie de la Belgique
- 1856
- 1857
- 1858
- 1859
- 1860
- 1861
- 1862
- 1863
- 1864

Cette page recense des événements qui se sont produits durant l'année 1860 en Belgique.

## Évènements
- Nuit du 23 au 24 mars : agression de la veuve Dubois, à Couillet. Début de l'Affaire Coucke et Goethals

## Culture

### Architecture

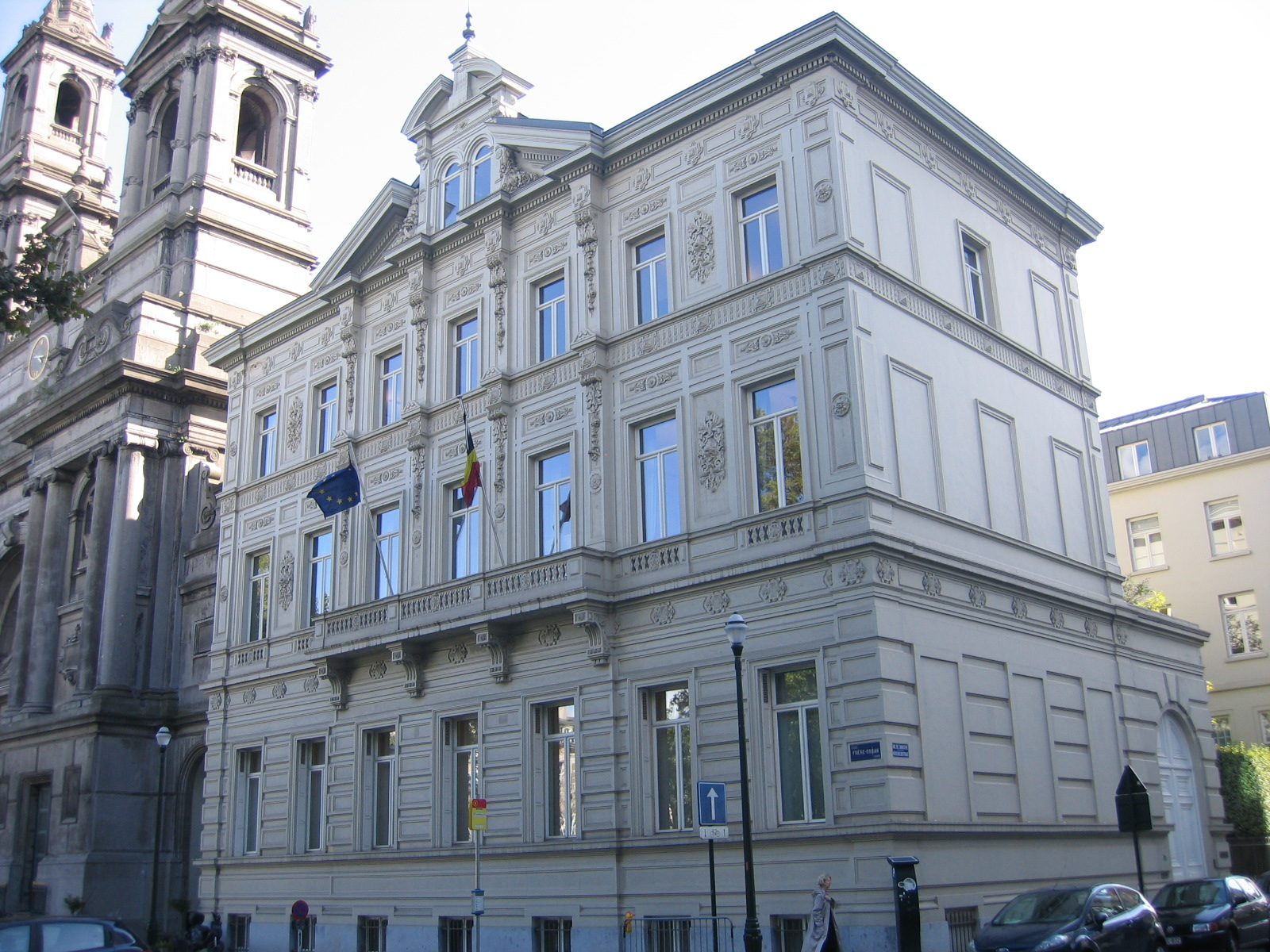
Bâtiment néoclassique square Frère-Orban à Bruxelles
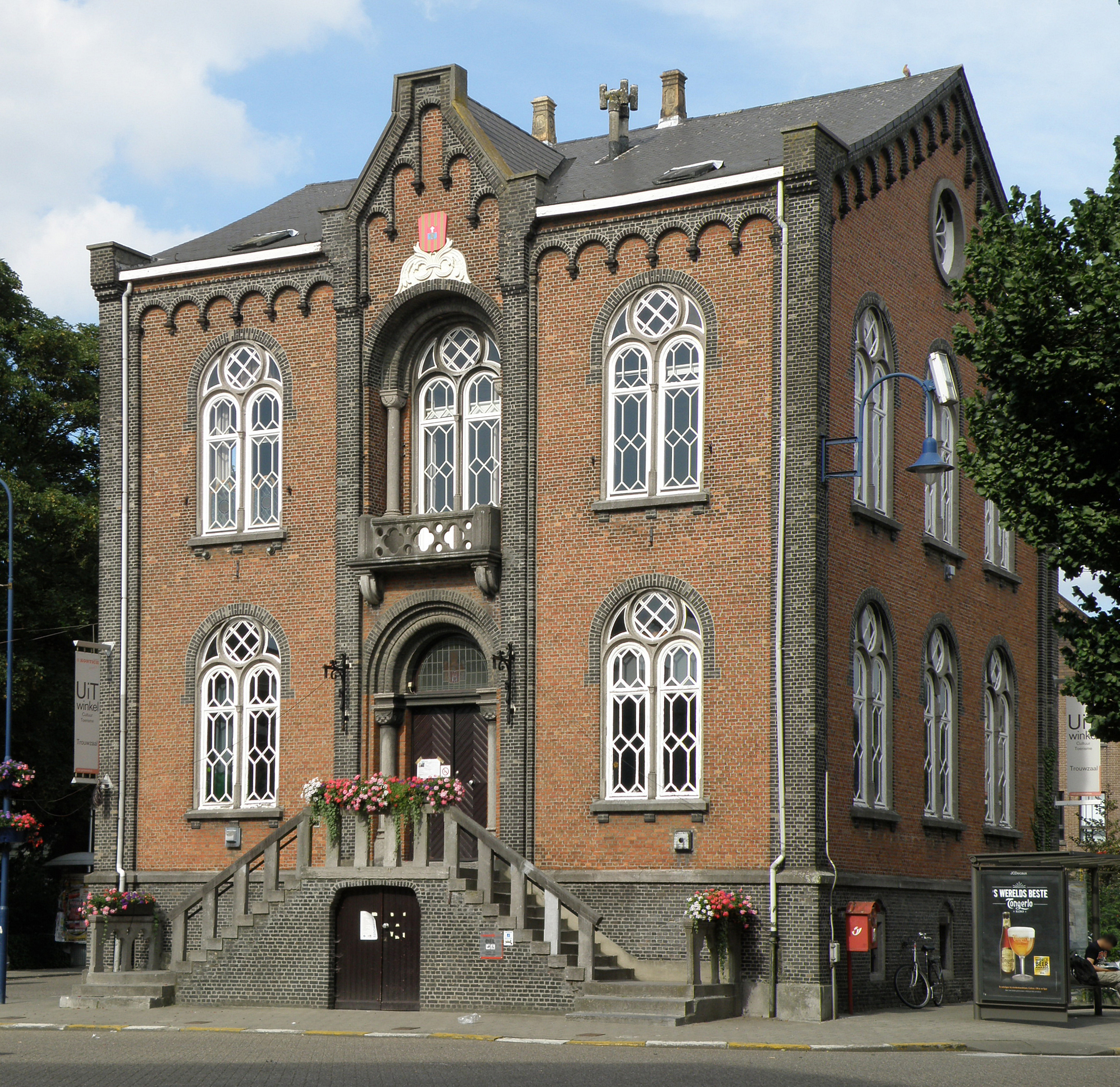
Maison communale de Kontich

### Peinture

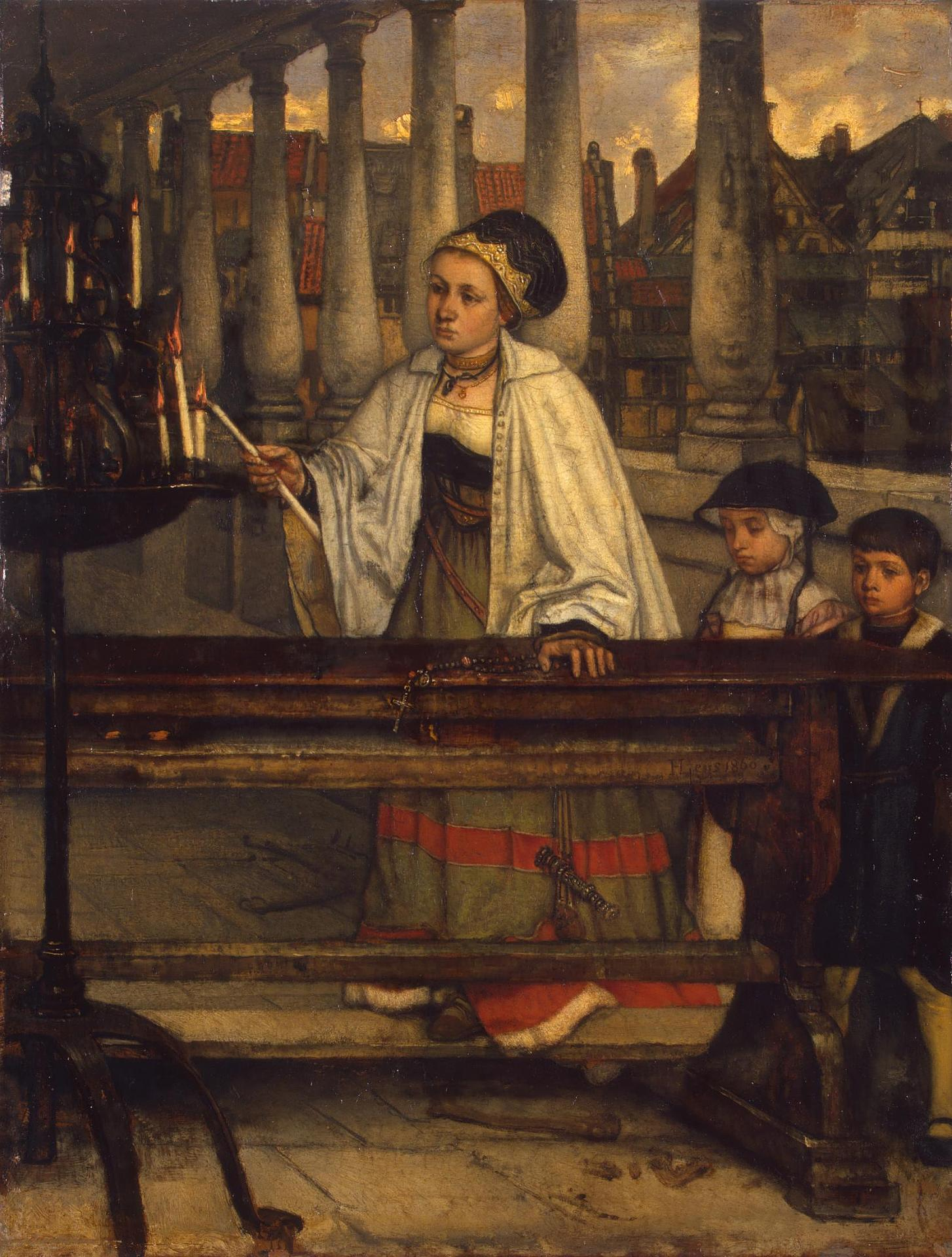
Le Vœu (Henri Leys)

### Salon de Bruxelles
- 18 août - 1 novembre : ouverture du Salon de Bruxelles de 1860

## Naissances
- 19 juin : Aloyse Biebuyck, général belge  († 28 janvier 1944).

## Décès
- 20 avril: Charles de Brouckère, artisan de la révolution belge et bourgmestre de Bruxelles.